# B Corporation
|  | No s'ha de confondre amb Societat de Benefici i Interès Comú o Benefit Corporation. |

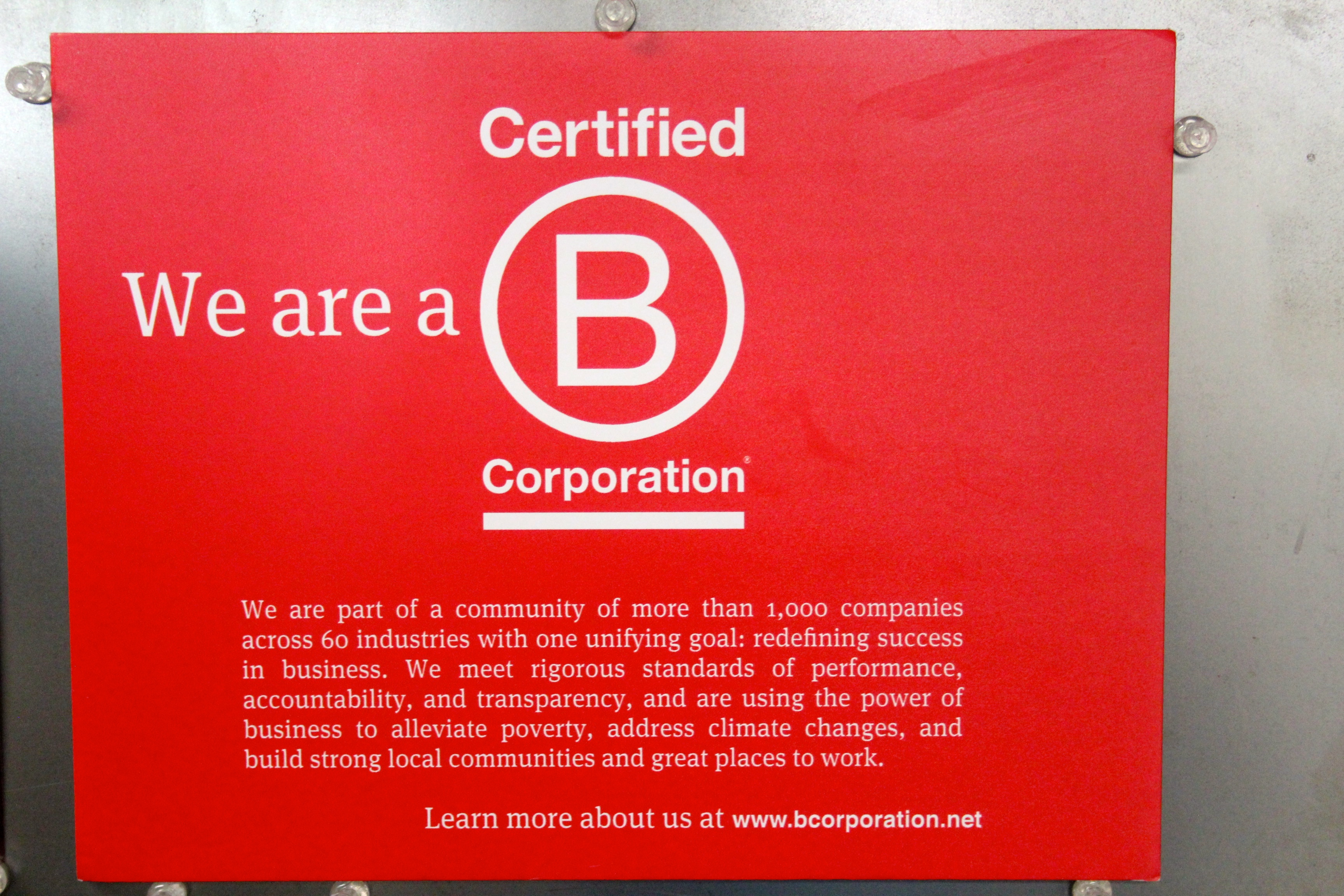
Logotip i text il·lustratiu d'un certificat B Corporation

La certificació B Corporation, també coneguda com B Lab o B Corp, de rendiment social i ambiental és una certificació privada per a empreses mercantils, diferent i independent de les diferents formes jurídiques legals que han anat apareixent en alguns estats (per exemple Benefit Corporation a EUA, Società Benefit a Itàlia o Community interest Companies a Regne Unit). La certificació B Corp l’atorga B Lab, una organització sense ànim de lucre amb oficines als Estats Units, Europa, Canadà, Austràlia i Nova Zelanda, i una associació a Amèrica Llatina amb Sistema B. Per obtenir i mantenir la certificació, les empreses han de rebre una puntuació mínima a partir d'una avaluació del rendiment social i ambiental, integrar els compromisos de B Corp amb els grups d'interès en els documents oficials de l'empresa i pagar una quota anual basada en les vendes anuals. Les empreses s'han de tornar a certificar cada tres anys per conservar la condició d'empresa B Corporation.
El setembre de 2021 hi havia més de 4.000 empreses B certificades en 153 sectors de 77 països.

## Propòsit
La certificació de B Corp és una norma d'empresa de tercera part que requereix que les empreses compleixin els estàndards de sostenibilitat social i rendiment ambiental, compleixin els estàndards de retiment de comptes i siguin transparents al públic segons la puntuació que rebin en l'avaluació. La certificació B Corp s'aplica empreses de qualsevol sector i àmbit.
Un problema a l’hora de decidir ser una empresa certificada B Corp serien els costos administratius i legals a què s'enfrontarà una empresa en canviar el seu model de negoci d’acord amb els requisits de B Labs.
A efectes estrictament legals, a Massachusetts, Delaware, i als altres estats dels EUA que reconeixen la certificació B Corporation, o Itàlia fora, no aporta cap privilegi legal al seu accionariat, grups d'interès ni al seu personal. Tanmateix, la certificació aporta a l'empresa multitud d’eines de gestió de marca.
La certificació B Corp no comporta obligacions legals diferents a les empreses mercantils, més enllà de la necessària estructuració i adaptació del model de negoci que estableixen els requisits de B Labs. Finalment, algunes empreses mercantils solen adoptar el certificat B Corporation per obtenir bona imatge.

### Avantatges
- De la mateixa manera que altres agrupacions empresarials, les empreses certificades B Corp i el seu personal tenen accés a una sèrie de descomptes i avantatges d’entitats externes i altres membres.[6]
- Beneficis en els préstecs per estudis cursats.[7][8][9]
- Una eina de gestió de marca.
- Cap responsabilitat legal addicional.

### Desavantatges
- La certificació B Corp no té d'entrada cap estatus legal.[5]
- Per obtenir i mantenir la certificació B Corporation, B Lab cobra una quota anual en funció dels ingressos generats per les respectives empreses.[10][11]

### Distinció de labenefit corporation
- La benefit corporation és un estatut legal conferit per la legislació dels Estats dels EUA; la certificació B Corp és emesa per una organització sense ànim de lucre i no té cap marc legislatiu.[12]
- La certificació B Corp no es necessària per obtenir o constituir una benefit corporation.[12]
- La legislació per a l'aprovació d'aquesta forma jurídica empresarial s'ha aprovat a 35 estats dels EUA, Itàlia, França, Regne Unit, Espanya i diversos països llatinoamericans, mentre que la certificació B Corporation és emesa de manera privada per una organització dirigida principalment per persones provinents del sector empresarial.[13]

## Procés de certificació
L'empresa ha d’adaptar la seva estructura jurídica corporativa als requisits de B Lab per poder optar al procés de certificació.

### Avaluació en línia
Per obtenir la certificació B Corporation, una empresa realitza primer una avaluació en línia. Les empreses que obtinguin una puntuació mínima de 80 sobre 200 punts se sotmeten a un procés de revisió de la valoració, essencialment una trucada telefònica que verifica la informació aportada per a la seva valoració. Les empreses han de proporcionar documentació justificativa abans de ser certificades.
L'avaluació cobreix totes els àmbits d'activitat de l'empresa i en mesura l'impacte positiu en les àrees de governança, personal, comunitat, medi ambient, així com el producte o servei que proporciona l'empresa. Els aspectes del model de negoci socialment i mediambientalment enfocats s'acumulen en la seva àrea d’impacte principal (governança, treballadors, comunitat o entorn). Depenent del sector d’una empresa, la ubicació geogràfica i el nombre de persones en plantilla, l’avaluació en línia pondera les categories de preguntes per adaptar-ne la rellevància. Per exemple, les empreses amb més personal tindran una ponderació més elevada en la categoria de treballadors i les empreses de fabricació tindran una ponderació més forta en la categoria de medi ambient.
Per mantenir la credibilitat, l'estàndard de certificació B Corporation funciona sota principis independents, complets, comparables, dinàmics i transparents. B Lab té establert un consell assessor d’estàndards que pot prendre decisions de forma independent amb o sense el suport de B Lab. Al maig de 2014, 28 dels 30 membres hi figuraven per la seva afiliació empresarial. El consell assessor recomana millores a l'avaluació de B Corp cada dos anys. Hi ha un període de consulta pública de 30 dies abans de publicar una nova versió de l'avaluació de B Corporation.
L’avaluació de B Corp es revisa periòdicament, publicant-se noves versions i millores.

### Requisits legals
La certificació també requereix que les empreses integrin els seus compromisos amb els grups d'interès en els documents oficials de l'empresa. La via per a les empreses que realitzin la modificació legal per certificar dependrà de l'estat en què estiguin registrades. Per al cas dels EUA, alguns estats coneguts com a estats de "circumscripció" permetran aquest canvi en els estatuts, altres estats, coneguts com a "estats de no circumscripció", no ho faran; i molts estats tenen ara l’opció d’adoptar la forma jurídica anomenada Benefit Corporation o Public-Benefit Corporation (PBC), que també compleix els requisits de B Lab per obtenir la certificació de B Corp. També hi ha noves fórmules jurídiques en altres estats: 
- Benefit Corporation a EUA
- Società Benefit a Itàlia
- Entreprise à mission a França
- Community interest Company a Regne Unit
- Societat de Benefici i Interès Comú (SBIC) a Espanya[20]

Més enllà de la forma jurídica, altres empreses mercantils simplement fan una modificació dels estatuts o documents oficials de la companyia. Això inclou:
- L'establiment d'una redacció clara per "considerar els interessos de les parts interessades" en els estatuts de la societat.[19]* Definir els "grups d'interès" com a empleats, comunitat, entorn, proveïdors, clients i accionistes.[19][21]
- No prioritzar algun dels grups d'interès per sobre d'altres.[22]
- Permetre que els valors de l'empresa pervisquin sota qualsevol possible nova estructura de gestió, inversió o propietat futures.[19][23]

Tanmateix, la certificació B Corp permet que els estatuts de l'empresa no siguin públics.

### Requisits de verificació i transparència
En completar l’avaluació, les empreses han de complir alguns requisits de transparència i verificació d’antecedents per convertir-se en empreses certificades B Corporation. Aquests requisits són: una revisió en profunditat del registre públic de les empreses, empleats, productes i altres temes relacionats, així com visites d'inspecció in situ aleatòries.

## B Corps de gran consum destacades dels Països Catalans[25]
- Ben & Jerry's (Alimentació | Cardedeu)
- Danone Iberia (Alimentació | Barcelona)
- Ferrer (Farmacèutica | Barcelona)
- Heura Foods (Alimentació ecològica | Barcelona)
- Holaluz (Energia | Barcelona)
- Imagin (Banca | Barcelona)
- Isdin (Farmacèutica | Barcelona)
- Manremyc (Alimentació probiòtica | Badalona)
- Nespresso (Alimentació i begudes | Barcelona)
- Patagonia (Roba | Barcelona)
- Rituals (Cosmètica | Barcelona)
- Teterum (Alimentació i begudes | Barcelona)
- Veritas (Supermercats | Barcelona)
- Visualfy (Electrònica | Benissanó, València)

## Crítica
B Corp ha estat criticat per emmarcar l’acreditació com a substitut del bon govern propi. Algunes B Corps han tingut problemes i controvèrsies, cosa que ha portat a molta gent a qüestionar-se'n el seu valor. El 2021, BrewDog, una B Corp completament certificada, va ser acusada per antics treballadors de tenir una "cultura podrida".
B Corporation també ha estat criticada per no ser la "força per al canvi radical" necessària per fer front als problemes urgents del món.

## Adopció internacional
El setembre de 2021 hi havia més de 4.000 empreses certificades B Corp en 153 sectors de 77 països, inclosos Canadà, Austràlia, Sud-àfrica o Afganistan. La comunitat més activa fora dels Estats Units és Sistema B a Llatinoamèrica. Des del 2012, Sistema B ha estat l'adaptació del moviment B Corporations a Amèrica Llatina, en especial a l'Argentina, el Brasil, Xile, l'Uruguai i Colòmbia. Aquesta organització sense ànim de lucre, associada amb B Labs, adapta les mètriques de certificació i avaluació originals i les modifica al context de cada país.
B Lab també ajuda Sistema B a incorporar els principis als sistemes legals locals per la creació de formes jurídiques específiques, com les Benefit Corporations estatunidenques, la Società Benefit (SB) italiana o les Societats de Benefici i Interès Comú (SBIC) a Espanya.